# 塔皮瓦納什·馬卡拉伍
塔皮瓦納什·馬卡拉伍（英語：Tapiwanashe Makarawu，2000年8月14日—）是辛巴威男子田徑短跑運動員。他在2024年巴黎奧運進入了200公尺決賽，最终以20.10秒的成绩获得第六名。